# Oberkonnersreuth
Oberkonnersreuth ist ein Stadtteil von Bayreuth. Die Gemarkung Oberkonnersreuth hat eine Fläche von 5,065 km². Sie ist in 1440 Flurstücke aufgeteilt, die eine durchschnittliche Flurstücksfläche von 3517,61 m² haben. In ihr liegen neben dem namensgebenden Ort die Gemeindeteile Eichelberg, Fürsetz, Grunau, Hohlmühle, Karolinenreuth, Letten, Meyernreuth und Plantage.

## Lage
Das ehemalige Dorf Oberkonnersreuth liegt im Südosten der Stadt am Fuß des Eichelbergs. Direkt oberhalb verläuft die Bundesautobahn 9, die in diesem Bereich 1937 errichtet und zwischen 2002 und 2006 sechsstreifig ausgebaut wurde. Am Südrand des alten Ortskerns verläuft die Bahnstrecke Schnabelwaid–Bayreuth, die im Ort jedoch keine Station erhielt. Fließgewässer sind der – hier als künstlicher Kanal angelegte – Tappert und der parallel zu ihm fließende Sendelbach unterhalb des Neubaugebiets Storchennest.

## Beschreibung
Bis in die 1930er Jahre war der Ort ein landwirtschaftlich geprägtes Dorf ohne eigene Kirche. In der wilhelminischen Zeit errichtete die ehemalige Brauerei Schaller (früher Friedel) das den Ort dominierende Sudhaus.
Das heutige Oberkonnersreuth besteht überwiegend aus Nachkriegsbebauung, um den alten Ortskern dominieren Einfamilienhäuser aus der Nachkriegszeit. Das unterhalb am Hang gelegene Neubaugebiet Storchennest westlich der Bahntrasse stammt aus den 1990er Jahren (Baubeginn 1992). Im Bereich Pfaffenfleck an der Autobahnauffahrt Bayreuth Süd existiert ein Gewerbegebiet. Trotz ökologischer Bedenken stimmte die Mehrheit des Stadtrats im März 1990 für die Erschließung des „Pfaffenflecks“. Auf einer Fläche von 6 ha sollten dort Gewerbebetriebe angesiedelt, als Ausgleich Feuchtbiotope im Bereich Lindenhof / Karolinenreuth geschaffen werden.
Den alten Dorfkern prägte das Naturdenkmal Siegeseiche. Wegen Schädlingsbefalls wurde der mehrere hundert Jahre alte Baum Mitte Dezember 2019 gefällt und durch eine Neuanpflanzung ersetzt.

## Geschichte
Oberkonnersreuth wurde vermutlich Anfang des 13. Jahrhunderts vom Bamberger Dompropst Poppo von Andechs-Meranien gegründet. Die „nova villa apud Baireute“ (neues Dorf bei Bayreuth) „in confinio civitatis Beirruth“ (in der Markung der Stadt Bayreuth) schenkte er 1231 dem Dom in Bamberg. Die Einwohner mussten jährlich eine Abgabe als Schutzgeld an den Bayreuther Stadtvogt entrichten.
Oberkonnersreuth bildete eine Realgemeinde mit Grunau, Letten und Pfaffenfleck. Gegen Ende des 18. Jahrhunderts gab es in Oberkonnersreuth mit Letten 10 Anwesen. Die Hochgerichtsbarkeit stand dem bayreuthischen Stadtvogteiamt Bayreuth zu. Die Dorf- und Gemeindeherrschaft hatte das Hofkastenamt Bayreuth. Grundherren waren das Hofkastenamt Bayreuth (2 Höfe, 1 Halbhof, 1 Halbhof mit Zapfenschenke, 2 Sölden, 1 Tropfhäuslein, 1 Schmiede) und das Amt Unternschreez (1 Sölde, 1 Tropfhaus).
Von 1797 bis 1810 unterstand der Ort dem Justiz- und Kammeramt Bayreuth. Nachdem im Jahr 1810 das Königreich Bayern das Fürstentum Bayreuth käuflich erworben hatte, wurde Oberkonnersreuth bayerisch. Infolge des Gemeindeedikts wurde der Steuerdistrikt Oberkonnersreuth gebildet. Neben dem Hauptort gehörten zu diesem Bauerngrün, Bodenmühle, Destuben, Eichelberg, Eimersmühle, Frankengut, Fürsetz, Grunau, Heinersberg, Hohlmühle, Karolinenreuth, Kreuzstein, Krugshof, Letten, Meyernreuth, Neuenreuth, Ottmannsreuth, Pfaffenfleck, Plantage, Püttelshof, Rödensdorf, Schlehenmühle, Sorgenflieh und Wolfsbach. Zugleich entstand die Ruralgemeinde Oberkonnersreuth, zu der Bodenmühle, Eichelberg, Frankengut, Fürsetz, Grunau, Hohlmühle, Karolinenreuth, Kreuzstein, Letten, Meyernreuth, Pfaffenfleck und Plantage gehörten. Sie war in Verwaltung und Gerichtsbarkeit dem Landgericht Bayreuth zugeordnet und in der Finanzverwaltung dem Rentamt Bayreuth (1919 in Finanzamt Bayreuth umbenannt). Ab 1862 gehörte Oberkonnersreuth zum Bezirksamt Bayreuth (1939 in Landkreis Bayreuth umbenannt). Die Gerichtsbarkeit blieb beim Landgericht Bayreuth (1879 in Amtsgericht Bayreuth umgewandelt). Die Gemeinde hatte ursprünglich eine Gebietsfläche von 6,957 km².
Am 1. April 1939 wurden Eichelberg (zum Teil), Frankengut (bis dahin Oberkonnersreuth 14), Kreuzstein und Pfaffenfleck nach Bayreuth eingemeindet. Dadurch verringerte sich die Gebietsfläche auf 5,699 km². Im Zuge der Gebietsreform in Bayern wurde die Gemeinde Oberkonnersreuth am 1. Januar 1972 nach Bayreuth eingemeindet. Anders als das zeitgleich eingemeindete Laineck hatten sich die Oberkonnersreuther (mit 92,3 % der abgegebenen Stimmen) für den Anschluss an Bayreuth entschieden.
Das Gebäude der ehemaligen Oberkonnersreuther Volksschule aus dem Jahr 1909 beherbergt seit 1975 die Verkehrspolizeiinspektion Bayreuth der Landespolizei.

### Einwohnerentwicklung
Gemeinde Oberkonnersreuth
| Jahr      | 1822   | 1840   | 1852   | 1855   | 1861   | 1867   | 1871   | 1875   | 1880   | 1885   | 1890   | 1895   | 1900   | 1905   | 1910   | 1919   | 1925   | 1933   | 1939   | 1946   | 1950   | 1952   | 1961   | 1970   |
| Einwohner | 176    | 350    | 343    | 359    | 374    | 387    | 384    | 393    | 414    | 388    | 388    | 383    | 366    | 413    | 450    | 1222   | 393    | 399    | 298    | 479    | 521    | 519    | 539    | 588    |
| Häuser    | 37     |        |        |        |        |        | 47     |        |        | 50     | 52     |        | 48     |        |        |        | 55     |        |        |        | 49     |        | 82     |        |
| Quelle    | [ 14 ] | [ 25 ] | [ 25 ] | [ 25 ] | [ 26 ] | [ 27 ] | [ 28 ] | [ 29 ] | [ 30 ] | [ 31 ] | [ 32 ] | [ 25 ] | [ 33 ] | [ 25 ] | [ 34 ] | [ 25 ] | [ 16 ] | [ 25 ] | [ 25 ] | [ 25 ] | [ 18 ] | [ 25 ] | [ 35 ] | [ 36 ] |

Ort Oberkonnersreuth
| Jahr      | 001819 | 001822 | 001861 | 001871 | 001885 | 001900 | 001925 | 001950 | 001961 | 001970 | 001987 |
| Einwohner | 95 *   | 58 †   | 145    | 136    | 130    | 135    | 163    | 312    | 382    | 404    | 506    |
| Häuser    |        | 10 †   |        |        | 17     | 17     | 19     | 29     | 57     |        | 121    |
| Quelle    | [ 37 ] | [ 14 ] | [ 26 ] | [ 28 ] | [ 31 ] | [ 33 ] | [ 16 ] | [ 18 ] | [ 35 ] | [ 36 ] | [ 1 ]  |

## Religion
Oberkonnersreuth ist seit der Reformation evangelisch-lutherisch geprägt und nach St. Johannis gepfarrt.

## Verkehr
Über die den Ort durchquerende Oberkonnersreuther Straße verlief die alte Reichsstraße 2. Mit dem Bau der Autobahn verlor die Oberkonnersreuther Straße, im Zuge der Einrichtung der Anschlussstelle Bayreuth-Süd, um 1936 diese Funktion zugunsten einer verlängerten Nürnberger Straße. Nach der erneuten Verlegung der Anschlussstelle in den 2000er Jahren wurde, wie einst die Oberkonnersreuther Straße, auch die Nürnberger Straße zur Sackgasse.
Hauptverkehrsachse ist die am Nordrand verlaufende Dr.-Konrad-Pöhner-Straße, im Ort selbst gibt es nur geringen Durchgangsverkehr nach Fürsetz und Thiergarten. Der Gemeindeteil Oberkonnersreuth wird von den Buslinien 310 und 311, Storchennest von den Linien 310 und 315 des Verkehrsverbunds Großraum Nürnberg (VGN) erschlossen.

## Wirtschaft

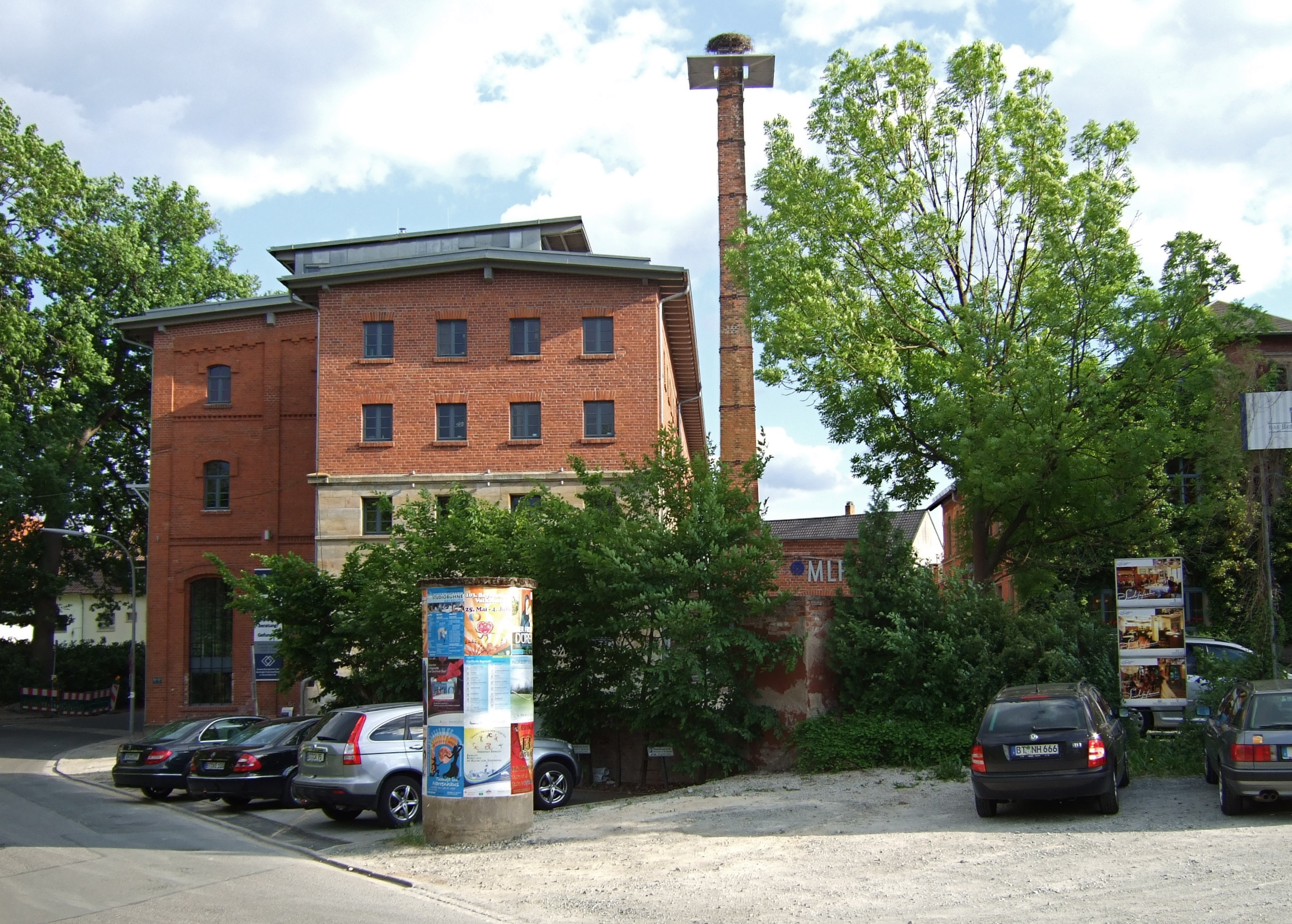
Ehemaliges Sudhaus der Brauerei mit Storchennest auf der Spitze des Schornsteins

Im Jahr 1883 errichtete Johann Friedel am nördlichen Ortseingang eine Exportbierbrauerei, die Bier bis ins Königreich Sachsen lieferte. Die Dampfmaschinen des Betriebs lieferten einst auch den elektrischen Strom für den Ort. 1910 wurde die Brauerei von Hans Schaller, Braumeister in der Aktienbrauerei, und dem Kaufmann Josef Appel übernommen. In den frühen 1950er Jahren wurde der Name des Betriebs in Brauerei Schaller geändert, um 1980 der Braubetrieb eingestellt.
Das ehemalige Brauereigebäude steht seit 1992 unter Denkmalschutz. Auf dem rund 23 Meter hohen Schornstein der einstigen Brauerei nisten seit den 1990er Jahren Störche. 2001 wurde mit der Sanierung des Gebäudes begonnen. Der Gasthof Zur Sudpfanne, der seitdem dort untergebracht war, wurde Mitte August 2023 bei einem Brand zerstört. Nach der Sanierung soll das Gebäude als Wohn- und Bürohaus genutzt werden.

## Persönlichkeiten
- Johann Friedel (1856–1902), Brauereibesitzer und Mitglied des Deutschen Reichstags